# 川勝堅二
川勝 堅二（かわかつ けんじ、1924年1月16日 - 2010年7月4日）は、日本の実業家。三和銀行会長兼頭取や、UFJ銀行名誉顧問を務めたほか、経団連副会長等の公職も務めた。1987年ベルギー王冠勲章コマンドール章受章、1991年エセックス大学名誉博士、1992年大英帝国勲章受章、1994年勲一等瑞宝章受章。

## 来歴・人物
京都府亀岡盆地の八木町出身。実家は呉服店。旧制京都府立園部中学校（京都府立園部高等学校の前身）を経て、1942年4月、旧制東京商科大学（一橋大学の前身）予科入学。クラスの同級生には速水優（元日本銀行総裁）や本間要一郎（横浜国立大学名誉教授）、岡稔（元一橋大学教授）が、他クラスの同期に俳優の久米明がいる。
大学予科時代は小平市の一橋寮に居住し、寮の同期に関恒義（一橋大学名誉教授）がいる。また体育会バレーボール部の主将を務めた。部の先輩には馬淵辰郎（元三菱石油社長）、村井勉（元アサヒビール社長）、米倉功（元伊藤忠商事社長）、荒川和夫（元サッポロビール社長）などがいた。
大学ではマルクス研究の高島善哉ゼミに所属。短縮措置で1947年に大学を卒業し、翌1948年三和銀行入行。同行では新宿支店長等を経て、ロンドン支店長や国際本部長を務め、国際派として知られた。
1982年に赤司俊雄前頭取に続き、2人目の生え抜きの頭取に就任。就任当時58歳で、大手都市銀行では最年少での頭取就任であった。1985年からは会長兼頭取。国際金融や証券分野に力点を注ぎ、M&A仲介事業を開始。1988年3月期決算では、営業利益部門で都市銀行2位を実現。
1986年にはアメリカ合衆国の経済誌「インスチチューショナル・インベスター」で、同年の優れた銀行家の一人に選ばれた。
1988年、頭取任期3期6年定年68歳とする内規に従い頭取を退任、後任頭取に渡辺滉を据え、会長専任となった。2010年7月4日、急性心不全にて逝去。享年86。

## 略歴
- 1924年 京都府船井郡八木町（現南丹市）出身
- 1947年 旧制東京商科大学（一橋大学の前身） 卒業
- 1948年 株式会社三和銀行 入行
- 1964年 株式会社三和銀行 歌島橋支店長
- 1969年 株式会社三和銀行 ロンドン支店長（1971年まで）
- 1971年 株式会社三和銀行 取締役
- 1974年 株式会社三和銀行 常務取締役・ロンドン支店長（1976年まで）
- 1977年 株式会社三和銀行 副頭取（西日本担当）
- 1982年 株式会社三和銀行 頭取
- 1985年 株式会社三和銀行 会長 兼 頭取
- 1988年 株式会社三和銀行 会長
- 1994年 株式会社三和銀行 相談役
- 1996年 - 2009年 財団法人国立京都国際会館理事長（第3代）[16]
- 2010年 急性心不全のため死去、三菱東京UFJ銀行主催のお別れの会開催
  - このほか1972年日本・ベルギー協会理事就任[1]、1984年4月全国銀行協会連合会副会長就任[17]、1984年12月日本銀行参与就任、1985年関西日英協会会長就任[3]、1985年4月内閣鉄道建設審議会委員就任、1987年経済同友会経済政策委員長就任、1987年関西経済連合会副会長就任[18]、1987年4月全国銀行協会連合会副会長及び大阪銀行協会会長及び関西文化学術研究都市推進機構理事[19]、1990年経済団体連合会副会長就任、1990年2月総理府経済審議会委員就任、1995年2月経済同友会副代表幹事就任[20]、1998年10月経済団体連合会評議員会議長代行就任。また裏千家のお茶会「安分会」の会長、財団法人今日庵監事、日本原子力発電株式会社監査役、財団法人国際日本文化研究交流財団理事、日本国際協力機構会長、学校法人桃山学院理事長、社団法人清風会理事長、大阪YMCA賛助会理事、関西日英協会会長、企業人政治フォーラム初代会長等も務めた。

## 論文等
- 「平成7年度〔一橋大学〕経済学部講演会 わが国における金融自由化の意義と特質」一橋論叢. 115(6) [1996.06]
- 「高齢化社会と経済界 (高齢化社会と経済界<特集>)」Keidanren. 42(10) [1994.10]
- 「金融システムの将来ビジョン--経団連「金融・資本市場への期待と金融政策のあり方について」 (活力ある経済社会の創造<特集>)」Keidanren. 42(7) [1994.07]
- 「こんにちは,広報委員長です-60-三和銀行会長川勝堅二経団連副会長財政金融委員長にきく--変革期には主体性と先を見通す目が必要」Keidanren. 42(5) [1994.05]
- 「効率的な公共投資なくしては,豊かな21世紀を迎えることはできない--経団連意見書「21世紀に向けた社会資本形成のあり方に関する提言」」Keidanren. 40(7) [1992.07]
- 「経済人の書生論-3-農業もソ連援助も市場原理で」 Will. 10(8) [1991.08]
- 「川勝堅二経団連副会長・財政金融委員長に聞く--待ってはくれない高齢化」経団連月報. 39(5) [1991.05]
- 「経済人の書生論-2-"内省の時代"の始まり--これでいいのか自民党のリーダーシップ」Will. 10(5) [1991.05]
- 「経済人の書生論-1-激動する世界を読む--日本の「大戦略(グランドデザイン)」探し」Will. 10(2) [1991.02]
- 「90年代を迎えての守成とは (1990年,21世紀への課題) -- (国際社会への貢献)」経済人. 44(1) [1990.01]
- 「学生人気企業三和銀行頭取の,経営センス--川勝堅二(トップの顔)」潮. (通号 345) [1988.01]
- 「民間活力を生かす道 (民間活力の発揮と日本経済<特集>)」経団連月報. 32(12) [1984.12]